# 仮想発電所
仮想発電所（かそうはつでんじょ、VPP：virtual power plant）は、発電を増強するために、異なった種類の分散型エネルギー源（DER：distributed energy resources）をアグリゲーターにより統合するクラウドベースの分散型発電所であり、電力市場で電力の売買を行う。仮想発電所の例は米国、欧州及びオーストラリアに見られる。
電力供給を平準化・安定化する「調整」分野では、モノのインターネット（IoT）、5G／6G、ブロックチェーン、AIなど最新のICTが威力を発揮する。この市場に今、電力企業だけでなく、異業種からの参入も相次いでいる。仮想的（バーチャル）に同一エリア内の電力供給をコントロールするパッケージを「VPP：Virtual Power Plant（バーチャルパワープラント／仮想発電所）」と呼び、従来の大規模発電所にとって代わる次世代の電力インフラとして今、注目されている。

## 発電
仮想発電所はいくつかのタイプの電力源を統合し、信頼性ある全体の電力供給を行う。電源はしばしば異なる、需要供給調整可能か、もしくは需要供給調整不可能な制御可能か柔軟性のある負荷分散発電システムの集まりであり、これらは中央機関により制御され、Micro CHP（Micro Combined Heat and Power）や天然ガスレシプロエンジン、小規模風力発電、太陽光発電、小水（河川設置型など）発電所、小型水力発電、バイオマス発電、非常用発電機、およびエネルギーストレージシステム（ESS：energy storage systems）などが含まれる。
このシステムは、ピーク時の電力供給や負荷追従型の発電を短時間で行えるなどのメリットがある。このような仮想発電所は、従来の発電所を代替しつつ、より高効率で、負荷変動に対応しやすい柔軟なシステムを実現することができる。しかし、複雑な最適化、制御、安全な通信が必要なため、システムがより複雑になるのが欠点である。 仮想発電所運営会社”Next Kraftwerke”のウェブサイトでは、この技術の仕組みを説明する対話型のシミュレーションが公開されている。
パイクリサーチ社（Pike Research）の2012年レポートによると、2011年から2017年にかけて、仮想発電所の容量は、世界で55.6GWから91.7GWへと65％増加し、2017年の世界収益は53億ドルから65億ドルになるとされている。さらに積極的な予測シナリオとして、クリーンテック市場情報会社（clean-tech market intelligence firm）は、同時期に世界のVPPの売上が127億ドルに達する可能性があると予測している。
パイクリサーチ社のシニアアナリストであるピーター・アスムス氏は、「仮想発電所は "エネルギーのインターネット "を象徴しています。このシステムは、既存の送配電網を利用して、顧客ごとに電力需給を調整することができます。仮想発電所は、洗練されたソフトウェアベースのシステムを使って、エンドユーザーと配電事業者の両方にとって価値を最大化します。仮想発電所はダイナミックで、リアルタイムで価値を提供し、変化する顧客の負荷状況に迅速に対応することができます。」と述べている。

## 補助サービス
また、仮想発電所は、送電網の安定性を維持するために、系統運用者にアンシラリーサービス（補助サービス）を提供するための使用が可能である。アンシラリーサービスには、周波数調整、負荷追従、運転予備の提供などがある。これらのサービスは、主に電力の需要と供給のバランスを瞬時に維持するために使用される。アンシラリーサービスを提供する発電所は、系統運用者からの信号に反応し、消費者需要の変動に応じて数秒から数分のオーダーで負荷を増減させる必要がある。
アンシラリーサービスは通常、制御可能な化石燃料発電機によって提供されるため、太陽光や風力を高い割合で含む将来のカーボンフリー電力網は、制御可能な他の形態の発電または消費に依存しなければならない。その最も有名な例が、Vehicle to Grid 技術である。この場合、送配電網（グリッド）に接続された分散型電気自動車を制御して、1つの仮想発電所として機能させることができる。個々の車両の充電率を選択的に制御することで、あたかも大規模なバッテリーがサービスを提供しているかのように、送配電網（グリッド）はエネルギーの送配電網への注入または消費を確かめることができる。
同様に、ヒートポンプやエアコンなどのフレキシブルな需要も、送配電網（グリッド）にアンシラリーサービスを提供するために検討されている。室内の室温の快適性が維持されている限り、分散型ヒートポンプの集合体は、選択的に電源を切ったり入れたりして、その消費電力を変化させ、アンシラリーサービス信号に従うようにすることができる。この場合も、送配電網（グリッド）への影響は、大規模な発電所がサービスを提供している場合と同じである。
仮想発電所は並列運転されるため、火力発電機よりも高い到達速度が得られるというメリットがある。これは、ダックカーブが発生し、朝と夕方に高い到達要件がある系統では特に重要である。しかし、分散型であるため、通信や遅延の問題が発生し、周波数調整などの高速なサービスを提供する上で問題となる可能性がある。

## 電力取引
仮想発電所とは、情報通信技術（ICT）やモノのインターネット（IoT）機器を活用して、異種分散型エネルギー電源（DER：destributed energy resources）の能力を集約して「異種DER連合」を形成し、卸電力市場でのエネルギー取引やシステム運用者へのアンシラリーサービスを、無資格の個別DERに代わって提供する、クラウド型の中央・分散型制御センターでもある。
仮想発電所は、分散型エネルギー電源（DER：destributed energy resources）と卸売電力市場の仲介役として、単独では市場に参加できないDER所有者に代わってエネルギー取引を行う。仮想発電所は、多様なDERの集合体であるが、他の市場参加者から見れば従来の需給調整可能な発電所として振舞う。また、競争力のある電力市場において、仮想発電所は多様なエネルギー取引所（すなわち、二者間契約や電力購入契約（PPA：Power Purchase Agreement）、先渡・先物市場、電力消費者間のプール）間の仲買人として機能する。
これまで、リスク管理を目的として、多様なエネルギー取引所（例：前日電力市場、デリバティブ取引所市場、二国間契約）における仮想発電所の意思決定の保守性のレベルを測定するために、研究論文において5種類のリスクヘッジ戦略（すなわち、IGDT、RO、CVaR、FSD、SSD）が仮想発電所の意思決定の問題に適用されてきた。
1. IGDT : Information Gap Decision Theory[9]
2. RO  : Robust optimization[10]
3. CVaR : Conditional Value at Risk[11]
4. FSD  : First-order Stochastic Dominance[12]
5. SSD  : Second-order Stochastic Dominance[13][14]

## 日本
東日本大震災に伴い、電力の需給バランスを意識したエネルギー管理の重要性が強く認識された。太陽光発電や風力発電といった再生可能エネルギーの導入が進み、"Behind-the-Meter（BTM）"（需要家側）では太陽光発電や家庭用燃料電池などのコージェネレーション、蓄電池、電気自動車、ネガワット(節電した電力)などの分散型電源が普及した。これらの背景から、"Front-of-Meter"（系統側）の大規模発電所(集中電源)の集中型エネルギー供給システムが見直され、"Behind-the-Meter（BTM）"（需要家側）の電源を電力システムに活用するシステム構築が進められている。
2021年4月、「電力需給調整市場」が誕生する。それに伴い、日本での仮想発電所は大きく拡大すると見込まれる。

## 米国
エネルギー市場とは、エネルギーの取引・供給に特化した商品市場のことである。米国では、仮想発電所が供給側だけでなく、需要応答（DR：Demand Response）などの負荷変動による需要管理や系統機能の信頼性確保をリアルタイムにサポートしている。
しばしば報道されるアメリカのエネルギー危機は、これまで電力会社や多国籍の億万長者企業しか参入できなかった分野に、政府の補助金を受けた企業が参入する門戸を開くことになった。米国では市場の規制緩和が進み、卸売市場の価格設定は大手小売業者の排他的分野となったが、地方や連邦政府の法律、そして大手エンドユーザーも卸売活動の優位性を認識し始めている。

### 事業者によるプロジェクト
米国では、ユタ州、ハワイ州、バーモント州、コロラド州などにおいて仮想発電所のプロジェクトが立ち上がっている。
ユタ州では、”Berkshire Hathaway Energy”傘下の”Rocky Mountain Power”社が、電池会社の”Sonnen”社、不動産会社の”Wasatch Group”社と共同で、ユタ州ヘリマン（Herriman）の集合住宅に、合計5.2MWの太陽光パネルで発電した12.6MWhを蓄電できる600台の電池を設置する予定である。”Rocky Mountain Power”社は、この蓄電池を仮想発電所として管理し、緊急時のバックアップ電源や日々のピーク電力管理、デマンドレスポンス（需要応答）などを提供すると2019年8月27日に発表している。”Soleil Lofts”プロジェクトが完成すると、住宅用蓄電池としては米国最大のデマンドレスポンス施設となる。第一陣の入居は2020年9月開始予定である。
ハワイ州とバーモント州でも仮想発電所のプロジェクトが立ち上がっている。
ハワイ州では、サンラン（Sunrun）が2024年までにオアフ島に1000基の太陽光・蓄電池システムを設置し、ミネソタ州のオープンアクセス・テクノロジー・インターナショナル（Open Access Technology International）社が運営する仮想発電所システムの一部として使用する予定である。8月下旬、ハワイ公益事業委員会は、”Hawaiian Electric Co.”とオープンアクセス・テクノロジー・インターナショナル（OATI）社との間の「グリッドサービス購入契約」を承認した。この契約により、OATIエナジー・アライアンスは、顧客が所有する”Behind-the-Meter”（BTM:需要家側）の分散型エネルギー資源を集約、予測、制御し、いくつかの島で電力会社にグリッドサービスを提供することになるという。OATI社は、集約した分散型電源を使って、周波数制御、回転予備、運転予備などのアンシラリーサービスを提供するためのクラウドベースのシステムを構築するとのことである。 
バーモント州では、Sunrun社が2019年8月、家庭用太陽光発電と蓄電池のサービス「Brightbox」の販売を開始した。グリーン・マウンテン・パワー（Green Mountain Power）社のサービスエリア内の顧客は、この機器を利用して、同社の「持ち込み機器」（bring-your-own-device）プログラムに参加することができ、ピーク時の需要を満たすためにバッテリーシステムの集合を利用することができる。また、自動車の充電器や給湯器もこのプログラムの対象となる。グリーン・マウンテン・パワー社の顧客数は約26万5,000人である。 
コロラド州では、"Glenwood Springs"が拠点の協同組合ユーティリティーの”Holy Cross Energy”が屋上の太陽光パネル、蓄電池、電気自動車充電器、暖房・給湯用のヒートポンプを設置した4軒の住宅から構成される仮想発電所を開発した。
カリフォルニア州はグリーン・テクノロジーのリーダーであり、政府機関が補助金を出し、米国の他の地域ではあまり共有されていないアジェンダを推進している。カリフォルニア州には、民間の小売と卸売の2つの電力市場がある。2011年3月30日にカリフォルニア州議会を通過した上院法案2X（Senate Bill 2X）では、2020年までに自然エネルギーを33%にすることが義務付けられている。ジェリー・ブラウン（Jerry Brown）カリフォルニア州知事は2011年4月12日の火曜日、2020年までにカリフォルニア州の電力の33％を風力や太陽光などの再生可能エネルギーで賄うことを義務付ける法律に署名した。この法律を全米で最も野心的なクリーンエネルギーへの取り組みと呼び、ジェリー・ブラウン州知事はこの法律が州経済を活性化させるだろうと予測した。ジェリー・ブラウン州知事は、石炭や天然ガスからの積極的な転換により、雇用が創出されるとともに、カリフォルニア州が新技術の最先端に位置することを期待していると述べた。「カリフォルニア州は国をリードする。」と、ジェリー・ブラウン州知事はシリコンバレーでの署名式で語った。

### 公共電力も仮想発電所を検討
テキサス州ジョージタウン市（人口7万人）は、将来のピーク需要ニーズを「公益事業規模の資産を取り込み、コミュニティ内に展開することで管理しようとしている」と、2018年末、市政担当官David Morgan氏のアシスタント、Jack Daly氏は述べた。
ジョージタウン市は、住宅や商業施設からソーラーパネル用の屋上スペースやバッテリー用の地上スペースを借り受け、増大するピーク需要に対応するために外部から追加で電力を購入する必要性を相殺しようとしている。すなわち、仮想発電所を構築するのである。
2018年にジョージタウン市は、ブルームバーグ・フィランソロピー米国市長チャレンジ（Bloomberg Philanthropies U.S. Mayors Challenge）に勝利している。このチャレンジの一環として、9都市が100万ドルを受け取る。
2017年末、マサチューセッツ州では、州のエネルギー貯蔵（ストレージ）プログラムの一環として、公営電力会社を含めた複数のエネルギー貯蔵（ストレージ）プロジェクトが補助金を獲得した。
公益事業者の中に含まれていたのは、”Braintree Electric Light Department”である。”Braintree Electric Light Department”の3つの変電所に設置されるこのプロジェクトでは、3つの蓄電システム一式を仮想発電所モデルとして配置し、発電および送電容量料金を削減するとともに、再生可能エネルギーの統合など、いくつかの非収益化可能な利点を実証する。

## 欧州
ドイツのカッセル大学（the University of Kassel）太陽エネルギー供給技術研究所では、太陽光、風力、バイオガス、揚水発電を連携させ、完全に再生可能エネルギーで24時間負荷追従型の電力を供給する複合発電所の実証実験を行った。バーチャル発電所の運営者は、一般にアグリゲーターとも呼ばれている。
スマートグリッドにおけるマイクロ熱電複合併給の効果を検証するため、2013年にレピュブリックパワー社（Republiq Power）（セラミック燃料電池）の天然ガスSOFCユニット（各発電量1.5kW）45台をアメランド（Ameland）に設置し、バーチャル発電所として機能させる予定。
実際の仮想発電所の例としては、スコットランドのインナーヘブリディーズ諸島のエッグ島（the Scottish Inner Hebrides island of Eigg）があげられる。
ドイツのケルンにあるネクスト・クラフトヴェルケ（Next Kraftwerke）は、欧州7カ国で仮想発電所を運営し、ピークロード運転、電力取引、グリッドバランシングサービスなどを提供している。同社は、バイオガス、太陽光、風力などの分散型エネルギー資源と、大規模な電力消費者を集約している。
配電ネットワーク事業者である”UK Power Networks”と、バッテリーメーカー兼パワーアグリゲーターの”Powervault”は、2018年にロンドン初の仮想発電所を作り、ロンドン・バーネット区全域（the London Borough of Barnet）の40軒以上の家庭にバッテリーシステムの試験群を設置し、合計0.32 MWhの容量を提供した。この計画は、2020年にロンドンのセント・ヘリエ（St Helier）で2番目の契約によってさらに拡大した。
2019年9月、”SMS plc”はアイルランドのエネルギー技術系新興企業（スタートアップ）、”Solo Energy”の買収に伴い、イギリスの仮想発電所分野に参入した。
2020年10月、テスラはオクトパスエナジー（Octopus Energy）と提携し、英国テスラ仮想発電所に家庭が加入できる「テスラ・エナジー・プラン」を開始した。このスキームの下の家庭は、屋根の上のソーラーパネルかオクトパスエナジーからの100％再生可能エネルギーで電力が供給される。

## オーストラリア
2020年8月より、テスラは”Housing SA”の各施設に5kWの屋上太陽光発電システムと13.5kWhのパワーウェル（Powerwall）バッテリーを設置し、テナントへの初期費用は無料とする。南オーストラリア最大の仮想発電所として、バッテリーとソーラーシステムを集中管理することができ、合計で 20 MW の発電能力と 54 MWh のエネルギーストレージ（電力貯蔵）を提供する。
2016年8月、AGLエナジーはオーストラリアのアデレードで5MWの仮想発電所計画を発表した。同社は、サンフランシスコの”Sunverge Energy”社の電池と太陽光発電システムを、1000世帯と企業に対して供給する。このシステムの消費者負担は3500豪ドルで、現在の配電網の料金体系では7年でその費用を回収できる見込みである。この計画は2000万豪ドルの価値があり、世界最大と言われている。